# Видеография Мари Краймбрери
Видеография российской певицы Мари Краймбрери включает в себя тридцать шесть видеоклипов, пять муд-видео, одно дэнс-видео и пять лирик-видео.
Дебютным видеоклипом Мари Краймбрери стал клип на композицию «Любви нет», режиссёр которого неизвестен. В 2015 году девушка начала сотрудничество с клипа на сингл «Давай навсегда» с российским клипмейкером Serghey Grey родом из Молдавии. Им сняты все музыкальные видеоклипы певицы начиная с 2015 года, включая дэнс- и муд-видео.
Видеоклип на сингл Мари Краймбрери 2020 года «Океан» является самым просматриваемым в карьере исполнительницы. Он собрал более 40 млн просмотров на видеохостинге YouTube и выпущен 8 сентября 2020 года на канале российского лейбла звукозаписи Velvet Music, на котором девушка состоит с 2017 года; экранизация представлена чередой сменяющейся локаций. Следом по количеству просмотров идут видеоклипы на хиты «AMORE», «Она тебе не идёт», «На тату», «Ты не моя пара», «Мне так хорошо» и «Палево».
Самым затратным и масштабным в карьере певицы Мари стало видео «Пряталась в ванной». На него был также выпущен бэкстейдж. «В клипе девушка визуализирует внутренние страхи взаимодействия с миром, дающим о себе знать в виде пугающих существ и катаклизмов. Певица оберегает своё спокойствие внутри непробиваемого стеклянного куба, чтобы однажды высвободиться из него сильным человеком. Экранизация содержит в себе множество спецэффектов и сольный перфоманс поп-звезды. Клип „Пряталась в ванной“ ― самая масштабная работа творческого тандема», — передаёт редактор российского музыкально-развлекательного телеканала «ТНТ Music» Артём Кучников.
В 2021 году была выпущена резонансная работа «Самолёт». Таковой она является из-за участия в главной роли российского актёра Константина Хабенского. Экранизация выпущена 30 марта 2021 года. Снята в формате интервью, где Краймбрери задаёт вопросы Хабенскому, связанные с темой отцов.

## Музыкальные видео

### Видеоклипы
| Год                                         | Название | Режиссёр                          | Ист.   |
| ------------------------------------------- | --- | --------------------------------- | ------ |
| 2012                                        | «Любви нет» | не указан                         |        |
| 2014                                        | «Дыши» | Владимир Русаков, Артемий Травкин |        |
| 2014                                        | «#КаждыйДеньКальян» | Мари Краймбрери                   |        |
| 2015                                        | «Давай навсегда» | Serghey Grey                      |        |
| 2015                                        | «Больше не встретимся» | Serghey Grey                      |        |
| 2015                                        | «Поговори со мной» | Serghey Grey                      |        |
| 2016                                        | «Он тоже любит дым» | Serghey Grey                      |        |
| 2016                                        | «Мы останемся в городе одни» (видеоклип и песня Lx24 при участии Мари Краймбрери)                                               | Serghey Grey                      | [ 15 ] |
| 2017                                        | «Полюби меня пьяную» | Serghey Grey                      |        |
| 2017                                        | «Не в адеквате» | Serghey Grey                      | [ 16 ] |
| 2017                                        | «Туси сам» | Serghey Grey                      |        |
| 2017                                        | «Она тебе не идёт» | Serghey Grey                      | [ 5 ]  |
| 2018                                        | «Холодно» (совместно с ЭММОЙ М и Lx24 при участии Luxor)                                                                        | Serghey Grey                      |        |
| 2018                                        | «Красная луна» | Serghey Grey                      |        |
| 2018                                        | «На тату» | Serghey Grey                      | [ 6 ]  |
| 2018                                        | «Это, сука, взрыв!» | Serghey Grey                      | [ 17 ] |
| 2018                                        | «Палево» | Serghey Grey                      |        |
| 2018                                        | «AMORE» | Serghey Grey                      | [ 3 ]  |
| 2018                                        | «Я нашла свой почерк» | Serghey Grey                      |        |
| 2019                                        | «Я твой клад» | Serghey Grey                      | [ 18 ] |
| 2019                                        | «Мне так хорошо» | Serghey Grey                      | [ 8 ]  |
| 2019                                        | «Голая в белой майке» | Serghey Grey                      | [ 19 ] |
| 2019                                        | «Мелкая здесь» | Serghey Grey                      | [ 20 ] |
| 2020                                        | «Пряталась в ванной» | Serghey Grey                      | [ 9 ]  |
| 2020                                        | «Океан» | Serghey Grey                      | [ 2 ]  |
| 2021                                        | «Самолёт» | Serghey Grey                      | [ 10 ] |
| 2021                                        | «Воля не моя» | Serghey Grey                      |        |
| 2021                                        | «Как дела, малыш?» (совместно со Звонким)                                                                                       | Serghey Grey                      | [ 21 ] |
| 2021                                        | «Ты не моя пара» (совместно с Димой Биланом)                                                                                    | Serghey Grey                      | [ 7 ]  |
| 2021                                        | «Глупая» | Serghey Grey                      | [ 22 ] |
| 2022                                        | «Если устал» | Serghey Grey                      | [ 23 ] |
| 2022                                        | «Не буди меня» | Serghey Grey                      | [ 24 ] |
| 2022                                        | «Прости, но я не буду петь» | Serghey Grey                      | [ 25 ] |
| 2022                                        | «По городам» | Serghey Grey                      |        |
| 2023                                        | «Иначе всё это зря» | Serghey Grey                      | [ 26 ] |
| 2023                                        | «Малая, пой» | Serghey Grey                      |        |
| 2023                                        | Мне так повезло |                                   |        |
| 2023                                        | Случилась осень |                                   |        |
| Участие в видеоклипах у других исполнителей | |                                   |        |
| 2021                                        | «Ich hasse Kinder» (клип Тилля Линдеманна)                                                                                      | Serghey Grey                      | [ 27 ] |
| 2022                                        | «Кофта-Майк«Малая, пой»а«Малая, пой»«Малая, пой»«Малая, пой»«Мал»»»«Малая, пой»ая, пой»«Малая, пой»«Малая, пой»» (клип Фейгина) | Serghey Grey                      |        |

### Муд-видео
| Год  | Название                                     | Режиссёр     | Ист.   |
| ---- | -------------------------------------------- | ------------ | ------ |
| 2020 | «Успей вернуться» (при участии M.Hustler)    | Serghey Grey |        |
| 2022 | «Relax»                                      | Serghey Grey | [ 28 ] |
| 2022 | «Шкура» (совместно с Клавой Кокой)           | не указан    | [ 29 ] |
| 2022 | «Ты меня бесишь» (совместно с Иваном Рейсом) | не указан    |        |
| 2022 | «Утром» (совместно с Radjo)                  | Serghey Grey |        |

### Дэнс-видео
| Год  | Название     | Режиссёр     | Ист.   |
| ---- | ------------ | ------------ | ------ |
| 2021 | «Иди танцуй» | Serghey Grey | [ 30 ] |

### Лирик-видео
| Год  | Название                                                                  | Режиссёр     |
| ---- | ------------------------------------------------------------------------- | ------------ |
| 2017 | «Холодно» (совместно с ЭММОЙ М и Lx24 при участии Luxor)                  | не указан    |
| 2020 | «Сонная Мэри» (лирик-видео и песня GRECHANIK при участии Мари Краймбрери) | GRECHANIK    |
| 2021 | «Ты не моя пара» (совместно с Димой Биланом)                              | не указан    |
| 2022 | «Если устал»                                                              | не указан    |
| 2023 | «В чёрных очках» (совместно с HammAlli)                                   | Serghey Grey |